# From the Lions Mouth
From the Lions Mouth — другий студійний альбом, британського, пост-панк-гурту, The Sound, був випущений, в листопаді, 1981, року, на лейблі, Korova Records, цей альбом є найпопулярнішим, у дискографії, гурту, серед, пост-панк, музики, але продаж цього, альбому був не дуже, позитвним, і самі музиканти, цього не помічали, але користувався, популярністю, серед фанатів, пост-панку, того часу. Сам лейбл, Korova Records, вимагав, після цього, більш, комерційної роботи гурту, що потім призвело, після запису третього студійного, альбому гурту, припинення, співпраці, з Korova Records

## Список композицій
- Winning—4:18
- Sense of Purpose—3:52
- Contact the Fact—4:21
- Skeletons—3:27
- Judgement—5:03
- Fatal Flaw—4:36
- Possession—3:25
- The Fire—2:53
- Silent Air—4:14
- New Dark Age—5:49